# Tarsolepis splendida
Tarsolepis splendida är en fjärilsart som beskrevs av Alexander Schintlmeister 1993. Tarsolepis splendida ingår i släktet Tarsolepis och familjen tandspinnare. Inga underarter finns listade i Catalogue of Life.